# Polisportiva Valverde Hockey
La Polisportiva Valverde è una società di hockey su prato di Valverde (CT).

## Cronistoria
- 1989/1990 - Serie B
- 1990/1991 - Serie B
- 1991/1992 - Serie B
- 1992/1993 - Serie B, Promossa in Serie A2
- 1993/1994 - Serie A2
- 1994/1995 - Serie A2
- 1995/1996 - Serie A2
- 1996/1997 - Serie A2
- 1997/1998 - Serie A2
- 1998/1999 - Serie A2
- 1999/2000 - Serie A2
- 2000/2001 - Serie A2
- 2001/2002 - Serie A2
- 2002/2003 - Serie A2
- 2003/2004 - Serie A2
- 2004/2005 - Serie A2
- 2005/2006 - Serie A2
- 2006/2007 - Serie A2, Promossa in Serie A1
- 2007/2008 - Serie A1
- 2008/2009 - Serie A1, Retrocessa in Serie A2
- 2009/2010 - Serie A2
- 2010/2011 - Serie A2, Promossa in Serie A1
- 2011/2012 - Serie A1
- 2012/2013 - Serie A1